# Charlie et la Chocolaterie (bande originale)
Pour les articles homonymes, voir Charlie et la Chocolaterie (homonymie).
Albums de Danny Elfman
Spider-Man 2
(2004) Les Noces funèbres
(2005)
Charlie and the Chocolate Factory - Original Motion Picture Soundtrack, est l'album de la bande originale du film américain réalisé par Tim Burton: Charlie et la Chocolaterie (2005), adapté du roman pour enfants de Roald Dahl du même nom sorti en 1964.
Celle-ci est composée par Danny Elfman, distribuée par Warner Music et éditée aux États-Unis pour la première fois le 12 juillet 2005. Au courant du mois, deux versions supplémentaires sont éditées pour la France et l'Allemagne.
La soundtrack du film fut nommée 11 fois pour le prix de la meilleure bande sonore originale cinématographique de l'année 2006.

## Liste des musiques

### Liste des titres
Toute la musique est composée par Danny Elfman.
| 1.    | Wonka's Welcome Song                                    | Danny Elfman et John August | 1:01 |
| 2.    | Augustus Gloop (feat The Alleyns School Brass Ensemble) | Roald Dahl                  | 3:10 |
| 3.    | Violet Beauregarde                                      | Roald Dahl                  | 2:08 |
| 4.    | Veruca Salt                                             | Roald Dahl                  | 2:13 |
| 5.    | Mike Teavee                                             | Roald Dahl                  | 1:32 |
| 6.    | Main Titles                                             |                             | 5:00 |
| 7.    | Wonka's First Shop                                      |                             | 1:42 |
| 8.    | The Indian Palace                                       |                             | 3:16 |
| 9.    | Wheels In Motion                                        |                             | 3:17 |
| 10.   | Charlie's Birthday Bar                                  |                             | 1:53 |
| 11.   | The Golden Ticket / Factory                             |                             | 3:03 |
| 12.   | Chocolate Explorers                                     |                             | 2:14 |
| 13.   | Loompa Land                                             |                             | 1:42 |
| 14.   | The Boat Arrives                                        |                             | 1:15 |
| 15.   | The River Cruise                                        |                             | 1:54 |
| 16.   | First Candy                                             |                             | 1:21 |
| 17.   | Up and Out                                              |                             | 3:11 |
| 18.   | The River Cruise - Part 2                               |                             | 1:56 |
| 19.   | Charlie Declines                                        |                             | 1:32 |
| 20.   | Finale                                                  |                             | 3:46 |
| 21.   | End Credits Suite                                       |                             | 7:01 |
| 50:28 |                                                         |                             |      |

### Musiques additionnelles
Outre les titres présents sur l'album, on entend aussi durant le film les morceaux suivants :
- Mr. Quiet
  - Écrit par RaVani Flood, Gardner DeAguiar, Jesse Shaternick et Manuel Ignacio
  - Interprété par Technical Difficulties
- Good Morning Starshine
  - Écrit par Galt MacDermot, James Rado et Gerome Ragni
- Macarena (Bayside Boys Mix)
  - Écrit par Antonio Romero, Rafael Ruiz, Carlos De Yarza et Mike Triay
  - Interprété par Los del Río
- Also Sprach Zarathustra
  - Écrit par Richard Strauss
  - Interprété par l'Orchestre philharmonique de Vienne
  - Dirigé par Herbert von Karajan
- Requiem for Soprano, Mezzo Soprano, Two Mixed Choirs and Orchestra
  - Écrit par György Ligeti
  - Interprété par le Hr-Sinfonieorchester
  - Dirigé par Michael Gielen

## Contexte de création

### Direction générale et débuts
En 2004, Danny Elfman commence à composer la bande sonore de Charlie et la Chocolaterie en parallèle de la bande originale de Corpse Bride, Les Noces Funèbres. Il soutient alors que les chansons du film adaptées du roman de Roald Dahl  sont les plus captivantes à écrire, et qu'il sait qu'il n'aura plus la chance de se lancer dans un tel projet.
Tim Burton et Danny Elfman ne voulaient pas en faire une comédie musicale à la Broadway, comme le premier film de Mel Stuart sorti en 1971 : Charlie et la Chocolaterie. La première impulsion de Burton fut que la bande originale devait être d'un style "rétro pop extravaguant, dans le style Bombay ou de Bollywood." Danny Elfman en traduit une volonté d'avoir une multitude de chansons empruntant à des styles de musiques pop variées.
Il commence à expérimenter en composant Augustus Gloop, passant un long moment à définir le son des Oompas Loompas ainsi que la direction générale du morceau. Bien que Tim Burton sembla apprécier la première version d'Elfman, ce dernier restait incertain quant à la direction générale de la bande sonore du film. Lorsque ce dernier propose de composer une série de variations autour du thème d'Augustus Gloop, Tim Burton lui répond que ce n'est pas la bonne voie à prendre et qu'il désire avoir des chansons extrêmement différentes tant sur le plan structurel que stylistique, de sorte que chaque fois qu'une chanson se lance, le spectateur se demande : « Que vont-ils faire ? »   
Danny Elfman se met alors à composer Mike Teavee, Veruca Salt, puis Violet Beauregarde, leur point commun étant d'être chantés par un large groupe d'Oompas Loopas. Habitué de représenter un band à lui seul, Danny Elfman use souvent d'improvisation chantées dans son studio tout en visionnant les captures 3D du film : 8 parties vocales dont 4 dans le registre basse et 4 dans un registre aiguë en voix de tête. Après mixage, elles sont écrasées en 2 pistes, puis 10 parties vocales sont de nouveau enregistrées puis mixées et finalement écrasées en 2 pistes distinctes. Ces improvisations semblaient si déjantées à entendre que sa femme lui ferait parfois la remarque qu'il devenait fou .

### Augustus Gloop
Augustus Gloop est modelé autour de l'idée d'un : « gros Bollywood percussif ». Selon Danny Elfman, il s'agit de la pièce avec laquelle il a pris le plus de plaisir à composer, produire la démo, et réaliser les voix de sa carrière.
Bien que les Oompas Loompas soient des individus très différents, la voix de Danny Elfman fut utilisée pour chacune des 50 pistes vocales de la chanson pour un rendu homogène. Habituellement, le compositeur eût demandé à 5 ou 6 chanteurs et chanteuses mais concernant les Oompas Loompas, le fait d'avoir une même voix dupliquée un grand nombre de fois suivait parfaitement l'idée que ces personnages soient physiquement clonés.
Dans son processus de création, Danny Elfman commence par ajouter 50 pistes vides qu'il nomme, puis les groupe par 2, 4 ou 6 pistes. Il enregistre ensuite 2 pistes vocales chantées en sixtes, donnant cette caractéristique « nasillarde et gamine » à la chanson. Il chante par la suite 2 lignes supplémentaires d'une distance de quarte légèrement altérées. Puis de fil en aiguille, le compositeur ajoute des couches vocales plus ou moins naturelles ou altérées pour donner cette impression de « masse étrange » au chant des Oompas Loompas. Ce processus singulier lui permet notamment une grande marge de manœuvre quant à la production vocale de chaque chanson du film, les couches vocales plus ou moins altérées étant différentes d'une musique à l'autre. Elfman précise qu'il a toujours été naturel pour lui de faire ses démos et enregistrements seuls et qu'il n'a jamais eu aucun assistant. Pour lui, faire entendre ses compositions par une autre personne avant même d'en avoir le produit final serait comme « échapper les informations hors de sa tête bien trop tôt. Elles pourraient venir et vous mordre » .

### Mike Teavee
Mike Teavee s'inspire de l'esthétique déjantée de certains groupes de rock, comme Queen. Bien que Tim Burton appréciait la démo envoyée par Elfman, il lui fera plusieurs demandes à l'image d'un « chœur soudain à la ABBA, avec leurs bras dans les airs, très, très haut ainsi que des cordes vertigineux ». Selon le compositeur, Tim Burton était très viscérale dans son ressenti face à la musique : « Il l'avait ou ne l'avait pas » .

### Veruca Salt
Selon Danny Elfman, l'esthétique de Veruca Salt peut être décrite par : « Psychédélique : The Mamas and the Papas rencontre ABBA, ou rencontre ci et ça. » Certaines sections de la pièce faisait tant rire le compositeur que cela interpelait sa femme et l'empêchait de poursuivre son processus de composition. Il finissait par s'y remettre après lui avoir demandé d'écouter elle aussi .

### Violet Beauregarde
Violet Beauregarde est la dernière chanson composée par Elfman. Pour correspondre à la référence du film Shaft et des 70's, le compositeur utilise une pédale wah-wah sur sa guitare.
Concernant les paroles, Danny Elman dut modifier certains mots du livre original. Dans le roman de Roald Dahl, les Oompas Loomps chantent à propos  d'« une fille qui doit savoir ce qu'il va lui arriver si elle mâche du chewing-gum toute la journée », ce qui doit résonner comme un avertissement pour Violet. Etant donné que la chanson devait être à propos de Violet et pas d'une autre fille, cet aspect-là fut modifié pour les besoins du film. Cependant, Elfman précise avoir apporté le moins de modifications possible au texte original .

## Production
Danny Elfman co-produit l'album aux côtés du compositeur Steve Bartek dont il est très proche, sous le label de Warner Sunset Records en 2005. Steve Bartek a également co-orchestré la bande-sonore avec Edgardo Simone, David Slonaker et Bruce Fowler.
Les pistes instrumentales sont enregistrées au Air Studios Lyndhurst à Londres, en Angleterre, sous la direction du compositeur et chef d'orchestre Rick Wentworth.
Les chansons : Augustus Gloop, Violet Beauregarde, Veruca Salt, Mike Teavee et Wonka's Welcome Song sont enregistrées et co-interprétées par Danny Elfman au EMI Abbey Road Studios.
Les enregistrements ont été mixés par l'ingénieur du son américain Dennis S. Sands, édités par Bill Abbott et Michael Higham, ainsi que masterisés par Patricia Sullivan-Fourstar.

## Nominations
- Academy of Science Fiction, Fantasy & Horror Films, USA (Saturn Awards) : Best Music [8].
- BMI Film and TV Awards : Film Music [8].
- Chicago Film Critics Association Awards : Best Original Score [8].
- Grammy Awards : Best Song Written for Motion Picture, Television or Other Visual Media (For the Song : "Wonka's Welcome Song") [8].
- Phoenix Film Critics Society Awards : Best Original Score [8].
- World Sountrack Awards : Soundtrack Composer of the Year[8].
- International Film Music Critics Award : Best Original Score for a Fantasy/Science Fiction Film [8].
- Online Film & Television Association : Best Music, Original Score [8].
- Award Circuit Community Awards : Best Original Score [8].
- Italian Online Movie Awards : Best Soundtrack (Miglior colonna sonora)
- World Soundtrack Awards : Soundtrack Composer of the Year [9].

## Réception par la critique
| Notes d'évaluation | Notes d'évaluation                                                                              |
| Source             | Notation                                                                                        |
| ------------------ | ----------------------------------------------------------------------------------------------- |
| Movie Wave         | Article de qualité · Article de qualité · Article de qualité · Article de qualité · Bon article |
| Movie Music UK     | Article de qualité · Article de qualité · Article de qualité · Article de qualité               |
| AllMusic           | Article de qualité · Article de qualité · Article de qualité                                    |
| FilmsTracks        | Article de qualité · Article de qualité · Article de qualité                                    |

La bande originale a reçu un accueil assez positif de la part des critiques. James Southall de Movie-Wave.net a commenté : « C'est une bande originale créative et impressionnante, l'une des meilleures de l'année, et si l'on espère que Tim Burton reviendra au genre de films uniques et originaux qu'il avait l'habitude de faire, on peut en revanche ne pas trop se soucier de ce qu'il fait, tant qu'il emmène Elfman avec lui. » 
Jonathan Broxton de Movie Music UK a déclaré :  «Pour moi, et à l’exception notable de Sleepy Hollow en 1999, c’est la meilleure partition d’Elfman depuis près d’une décennie. Elle marque le retour tant attendu au son « vintage » dont nous sommes tous tombés amoureux à la fin des années 1980 et au début des années 1990, et nous rappelle à quel point il peut être un compositeur magique et magnifique. En tant que tel, il est vivement recommandé, en particulier à ceux qui ont attendu que la magie d’autrefois revienne. C’est le retour à la maison. » 
Une critique sur Allmusic a commenté : « Il est difficile d'imaginer un projet mieux adapté au réalisateur Tim Burton et au compositeur Danny Elfman qu'une adaptation de CHARLIE AND THE CHOCOLATE FACTORY de Roald Dahl, et les deux artistes s'en sortent en livrant certaines de leurs plus belles œuvres. Comme lors de leurs collaborations passées, Elfman propose une ambiance onirique dans l'univers visuel surréaliste de Burton et, comme on pouvait s'y attendre, la musique d'Elfman pour ce parangon de films fantastiques est plus rêveuse, plus loufoque et regorge de plus d'idées que presque toutes les musiques de son œuvre. L'œuvre orchestrale d'Elfman (incarnée dans "Main Titles") est dramatique, surprenante et pleine de tension, évoquant l'effroi, la magie et le lyrisme pur du film et de ses thèmes.» 

## Commentaires
- Il y eut 3 versions[11] de la bande son. Une éditée aux États-Unis, une seconde en France et la troisième en Allemagne. Mais il est difficile de savoir si les chansons : Augustus Gloop, Violet Beauregarde, Veruca Salt, Mike Teavee et Wonka's Welcome Song, des versions française et allemande, l'ont été en anglais, ou si elles ont été éditées, comme pour le film, en français et en allemand.